# جيمس (إيرل وسكس)
جيمس إيرل وسكس (17 ديسمبر 2007)؛ واسمه عند الولادة جيمس الكسندر ثيو فيليب مونتباتن وندسور، وهو الطفل الثاني والابن الوحيد لأمير إدوارد، كان يستخدم لقب فيكونت سيفيرن حتى 2023، وهو الحادي عشر في خط الخلافة على عرش المملكة المتحدة ودول الكومنولث

## ولادته
ولد يوم 17 ديسمبر 2007 على الرابعة وعشرين دقيقة مساءا وبلغ وزنه 2,8 كغ وقد قال والده الذي كان حاضرا لحضة الولادة انها كانت أسهل من سابقتها بكثير . غادر المستشفى هو ووالدته يوم 20 ديسمبر وتم الإعلان عن اسمه فيما بعد .

## حياته
ان لقب الذي يحمله جيمس هو لقب نبيل غير ملكي برغبة امه وابيه و يمكنه المطالبة بالالقاب الملكية بعد بلوغه السن القانوني فيدعى حينها ب صاحب السمو الملكي جيمس، امير وسكس